# 이천시
이천시(利川市)는 대한민국 경기도 동남부에 있는 시이다. 동쪽으로 여주시, 서쪽으로 용인시, 안성시, 북쪽으로 광주시, 남쪽으로 충청북도 음성군과 경계를 이룬다.

## 역사
삼국시대 초에는 백제의 영지였으나, 고구려 제20대 장수왕 63년 고구려에 속하며 남천현이라 불렸다. 551년 신라 제24대 진흥왕 때 남천주로 군주(오늘날 도청소재지)를 두었다. 757년 신라 제35대 경덕왕 16년 황무현으로 개칭하고 광주(지금 광주)에 편입시켰다. 936년 고려 태조가 후백제 남정을 할 때 이천군이라 칭하였고 고려 제23대 고종 44년에는 영창이라 불렀다. 1390년 제34대 공양왕 8년 남천군이라 이름을 바꾸고 승격하였다.
조선 태조 원년 이천현으로 감무를 두었으며, 제 3대 태종 13년 현감을 두었다. 1444년 세종 26년에 도호부가 되어 부사의 부임지가 되었다. 1894년 갑오경장 때 현재의 이천군이라는 지명이 되었다.
- 1895년 6월 23일(음력 윤5월 1일) 충주부 이천군으로 개편하였다. (23부제)
- 1896년 8월 4일 경기도 이천군으로 개편하였다. 1899년 편찬된 이천부읍지(利川府邑誌)에 의하면 당시 부모곡면(夫毛谷面), 발산면(鉢山面), 초지곡면(草枝谷面), 월량촌면(月良村面), 갈마동면(乫麻洞面), 모산면(暮山面), 대양면(大陽面), 호법면(戶法面), 장수왕면(長壽旺面), 마전동면(麻田洞面), 둔지산면(屯知山面), 신동면(新洞面), 사북면(沙北面), 백토리면(栢土里面), 읍내면(邑內面)의 15개 면이 있었는데,[2] 이후의 다른 구한말 자료에는 각 면의 이름이 앞의 한 글자만 남겨져 있는 것으로 나온다.

- 1914년 4월 1일, 이천군과 음죽군(陰竹郡)을 통합하여 죽천군(竹川郡)을 신설하고 군청을 기존 이천군 청사 소재지에 두었다.[3][4]

| 조선총독부령 제111호  |                       |                |                                                                        |                                                                        |
| 구 행정구역           | 구 행정구역           | 신 행정구역    | 신 행정구역                                                            | 신 행정구역                                                            |
| 이천군 읍면(邑面)     | 이천군 읍면(邑面)     | 읍내면(邑內面) | 갈산리, 관고리, 안흥리, 율현리, 중리, 증일리, 증포리, 진리, 창전리     | 갈산리, 관고리, 안흥리, 율현리, 중리, 증일리, 증포리, 진리, 창전리     |
| 이천군 신면(新面)     | 이천군 둔면(屯面)     | 읍내면(邑內面) | 송정리                                                                 | 사음리                                                                 |
| 이천군 신면(新面)     | 이천군 둔면(屯面)     | 신둔면         | 남정리, 도암리, 수하리, 지석리                                         | 고척리, 마교리, 소정리, 용면리, 수광리, 수남리, 인후리                 |
| 이천군 사면(沙面)     | 이천군 사면(沙面)     | 신둔면         | 도봉리, 장동리                                                         | 도봉리, 장동리                                                         |
| 이천군 사면(沙面)     | 이천군 사면(沙面)     | 백사면         | 경사리, 도립리, 송말리, 신대리, 현방리                                 | 경사리, 도립리, 송말리, 신대리, 현방리                                 |
| 이천군 백면(栢面)     | 이천군 백면(栢面)     | 백사면         | 내촌리, 도지리, 모전리, 백우리, 상룡리, 우곡리, 조읍리,                | 내촌리, 도지리, 모전리, 백우리, 상룡리, 우곡리, 조읍리,                |
| 이천군 호면(戶面)     | 이천군 호면(戶面)     | 호법면         | 단천리, 동산리, 매곡리, 안평리, 유산리, 주미리, 주박리, 후안리         | 단천리, 동산리, 매곡리, 안평리, 유산리, 주미리, 주박리, 후안리         |
| 이천군 모면(暮面)     | 이천군 모면(暮面)     | 호법면         | 송갈리                                                                 | 송갈리                                                                 |
| 이천군 모면(暮面)     | 이천군 모면(暮面)     | 모가면         | 두미리, 소고리, 소사리, 어농리, 원두리                                 | 두미리, 소고리, 소사리, 어농리, 원두리                                 |
| 이천군 가면(加面)     | 이천군 가면(加面)     | 모가면         | 산내리, 서경리, 송곡리, 양평리, 진가리                                 | 산내리, 서경리, 송곡리, 양평리, 진가리                                 |
| 이천군 대면(大面)     | 이천군 대면(大面)     | 모가면         | 신갈리                                                                 | 신갈리                                                                 |
| 이천군 대면(大面)     | 이천군 대면(大面)     | 대월면         | 단월리, 대포리, 도리리                                                 | 단월리, 대포리, 도리리                                                 |
| 이천군 초면(草面)     | 이천군 초면(草面)     | 대월면         | 고담리, 대대리, 대흥리, 부필리, 사동리, 장록리, 초지리                 | 고담리, 대대리, 대흥리, 부필리, 사동리, 장록리, 초지리                 |
| 이천군 월면(月面)     | 이천군 월면(月面)     | 대월면         | 구시리, 군량리, 송라리, 장평리                                         | 구시리, 군량리, 송라리, 장평리                                         |
| 이천군 부면(夫面)     | 이천군 부면(夫面)     | 부발면         | 고백리, 대관리, 무촌리, 신원리, 죽당리                                 | 고백리, 대관리, 무촌리, 신원리, 죽당리                                 |
| 이천군 발면(鉢面)     | 이천군 발면(鉢面)     | 부발면         | 가산리, 가좌리, 마암리, 산촌리, 송온리, 수정리, 신하리, 아미리, 응암리 | 가산리, 가좌리, 마암리, 산촌리, 송온리, 수정리, 신하리, 아미리, 응암리 |
| 이천군 마면(麻面)     | 이천군 마면(麻面)     | 마장면         | 관리, 덕평리, 오천리, 양촌리, 작촌리, 회억리                           | 관리, 덕평리, 오천리, 양촌리, 작촌리, 회억리                           |
| 이천군 장면(長面)     | 이천군 장면(長面)     | 마장면         | 각평리, 이평리, 목리, 이치리, 장암리, 표교리, 해월리                   | 각평리, 이평리, 목리, 이치리, 장암리, 표교리, 해월리                   |
| 음죽군 군내면(郡內面) | 음죽군 군내면(郡內面) | 청미면(淸渼面) | 방추리, 선읍리                                                         | 방추리, 선읍리                                                         |
| 음죽군 동면(東面)     | 음죽군 동면(東面)     | 청미면(淸渼面) | 나래리, 노탑리, 와현리, 이황리, 풍계리                                 | 나래리, 노탑리, 와현리, 이황리, 풍계리                                 |
| 음죽군 남면(南面)     | 음죽군 남면(南面)     | 청미면(淸渼面) | 대서리, 송산리, 어석리, 오남리, 장호원리, 진암리                       | 대서리, 송산리, 어석리, 오남리, 장호원리, 진암리                       |
| 음죽군 서면(西面)     | 음죽군 서면(西面)     | 설성면         | 금당리, 신필리, 장능리, 제요리, 행죽리                                 | 금당리, 신필리, 장능리, 제요리, 행죽리                                 |
| 음죽군 근북면(近北面) | 음죽군 근북면(近北面) | 설성면         | 상봉리, 송계리, 암산리, 자석리                                         | 상봉리, 송계리, 암산리, 자석리                                         |
| 음죽군 원북면(遠北面) | 음죽군 원북면(遠北面) | 설성면         | 대죽리, 수산리, 장천리                                                 | 대죽리, 수산리, 장천리                                                 |
| 음죽군 상율면(上栗面) | 음죽군 상율면(上栗面) | 율면           | 본죽리, 북두리, 산성리, 산양리, 석산리, 오성리                         | 본죽리, 북두리, 산성리, 산양리, 석산리, 오성리                         |
| 음죽군 하율면(下栗面) | 음죽군 하율면(下栗面) | 율면           | 고당리, 신추리, 월포리, 총곡리                                         | 고당리, 신추리, 월포리, 총곡리                                         |
| Daedongyeojido (Gyujanggak) 13-04.jpg |
| Daedongyeojido (Gyujanggak) 14-05.jpg |

- 1914년 9월 27일, 죽천군을 이천군(利川郡)으로 개칭하였다.[5]
- 1938년 10월 1일, 읍내면을 이천읍으로 승격하였다.
- 1941년 10월 1일, 청미면을 장호원읍으로 승격하였다.[6]
- 1966년 4월 21일, 대월면에 초지출장소를 설치하였다.
- 1989년 4월 1일, 부발면을 부발읍으로 승격하였다.
- 1996년 3월 1일, 이천군 전체를 관할로 도농복합형태의 이천시를 설치하였다.[7]
- 1996년 5월 1일, 대월면 가운데 초지출장소가 관리하지 않는 지역을 중리동에 편입하였다.

| 행정구역 | 행정구역 | 법정구역                                                                       |
| 기존     | 개편 후  | 법정구역                                                                       |
| -------- | -------- | ------------------------------------------------------------------------------ |
| 중리동   | 중리동   | 중리동, 증일동, 율현동, 진리동                                                 |
| 대월면   | 중리동   | 단월리, 대포리, 고담리, 장록리                                                 |
| 대월면   | 대월면   | 초지리, 사동리, 대대리, 대흥리, 도리리, 구시리, 군량리, 송라리, 장평리, 부필리 |
- 2003년 2월 10일, 창전동에서 증포동을 분동하였다.
- 2016년 9월 24일 경강선이 개통되었다.

## 산업

### 지역내 총생산
이천시의 2012년 지역내 총생산은 23조 1,380억원으로 경기도 지역내 총생산의 3.2%를 차지하고 있다. 이중 농림어업(1차 산업)은 5,217억원으로 비중이 낮고 광업 및 제조업(2차 산업)은 15조 9,880억원으로 69.7%의 비중으로 차지하고 상업 및 서비스업(3차 산업)은 6조 4,987억원으로 28.1%의 비중을 차지한다. 3차 산업 부문에서는 최근 대규모 산업단지와 주택단지가 건설되고 있어 건설업(3.8%)과 사업서비스업(3.5%), 도소매업(3%)과 운수업(2.4%)이 큰 비중을 차지하고 있다.

### 산업별 종사자 현황
2014년 이천시 산업의 총종사자 수는 99,369명으로 경기도 총종사자 수의 2.2%를 차지하고 있다. 이중 농림어업(1차 산업)은 390명으로 비중이 낮고 광업 및 제조업(2차 산업)은 33,823명으로 34%의 비중을 차지하고 상업 및 서비스업(3차 산업)은 65,154명으로 65.6%의 비중을 차지한다. 2차 산업은 경기도 전체의 비중(27.1%)보다 높고 3차산업은 경기도 전체의 비중(72.9%)보다 낮다. 3차 산업 부문에서는 도소매업(11.4%), 숙박 및 음식점업(9.3%), 사업서비스업(9.3%), 운수업(6.9%)이 큰 비중을 차지하고 있다.

### 상주인구와 주간인구
이천시의 2010년 기준 상주인구는 190,673명이고 주간인구는 202,070명으로 주간인구지수가 106으로 높다. 통근으로 인한 유입인구는 20,405명, 유출인구는 11,410명이고, 통학으로 인한 유입인구는 4,903명, 유출인구는 2,501명으로 전체적으로 유입인구가 11,397명 더 많은데, 이는 산업 시설이 많이 이전해온 수도권 외곽지역에서 공통적으로 나타나는 현상이다.

## 지리
이천시는 경기도 동남부에 위치한다. 동서간 거리가 27km, 남북간 거리가 36km로 총 면적은 461km2이다. 동쪽으로는 여주시, 서쪽에는 용인시, 서남쪽은 안성시, 북쪽으로 광주시와 접하며, 남쪽으로는 충청북도 음성군과 경계를 이룬다. 남북의 지형은 마치 긴 표주박 모양이고, 타 시군과의 경계 주위에는 구릉이 존재함과 동시에 한강 지류인 복하천이 시내 중심부를 흘러 소평야를 이루고 있어 관개의 이점이 있음으로 지질은 대체로 비옥한 편이다.
남북의 중부, 동서의 영동고속도로가 교차하고 서울에서 충주를 잇는 국도 제3호선과 수원에서 여주를 잇는 국도 제42호선이 교차하는 사통팔달의 교통요충지로써 좋은 산업입지 조건을 갖추고 있다.

### 기후
| 이천기상관측소 (이천시 부발읍 신하리, 해발 80.09m)의 기후 | 이천기상관측소 (이천시 부발읍 신하리, 해발 80.09m)의 기후 | 이천기상관측소 (이천시 부발읍 신하리, 해발 80.09m)의 기후 | 이천기상관측소 (이천시 부발읍 신하리, 해발 80.09m)의 기후 | 이천기상관측소 (이천시 부발읍 신하리, 해발 80.09m)의 기후 | 이천기상관측소 (이천시 부발읍 신하리, 해발 80.09m)의 기후 | 이천기상관측소 (이천시 부발읍 신하리, 해발 80.09m)의 기후 | 이천기상관측소 (이천시 부발읍 신하리, 해발 80.09m)의 기후 | 이천기상관측소 (이천시 부발읍 신하리, 해발 80.09m)의 기후 | 이천기상관측소 (이천시 부발읍 신하리, 해발 80.09m)의 기후 | 이천기상관측소 (이천시 부발읍 신하리, 해발 80.09m)의 기후 | 이천기상관측소 (이천시 부발읍 신하리, 해발 80.09m)의 기후 | 이천기상관측소 (이천시 부발읍 신하리, 해발 80.09m)의 기후 | 이천기상관측소 (이천시 부발읍 신하리, 해발 80.09m)의 기후 |
| 월                                                        | 1월                                                       | 2월                                                       | 3월                                                       | 4월                                                       | 5월                                                       | 6월                                                       | 7월                                                       | 8월                                                       | 9월                                                       | 10월                                                      | 11월                                                      | 12월                                                      | 연간                                                      |
| --------------------------------------------------------- | --------------------------------------------------------- | --------------------------------------------------------- | --------------------------------------------------------- | --------------------------------------------------------- | --------------------------------------------------------- | --------------------------------------------------------- | --------------------------------------------------------- | --------------------------------------------------------- | --------------------------------------------------------- | --------------------------------------------------------- | --------------------------------------------------------- | --------------------------------------------------------- | --------------------------------------------------------- |
| 역대 최고 기온 °C (°F)                                    | 14.5 (58.1)                                               | 20.8 (69.4)                                               | 24.8 (76.6)                                               | 32.5 (90.5)                                               | 33.7 (92.7)                                               | 36.0 (96.8)                                               | 38.3 (100.9)                                              | 39.4 (102.9)                                              | 34.5 (94.1)                                               | 29.1 (84.4)                                               | 26.9 (80.4)                                               | 18.2 (64.8)                                               | 39.4 (102.9)                                              |
| 일평균 최고 기온 °C (°F)                                  | 2.7 (36.9)                                                | 6.0 (42.8)                                                | 12.2 (54.0)                                               | 19.3 (66.7)                                               | 24.4 (75.9)                                               | 27.9 (82.2)                                               | 29.4 (84.9)                                               | 30.2 (86.4)                                               | 26.0 (78.8)                                               | 20.4 (68.7)                                               | 12.1 (53.8)                                               | 4.4 (39.9)                                                | 17.9 (64.2)                                               |
| 일일 평균 기온 °C (°F)                                    | −3.1 (26.4)                                               | −0.3 (31.5)                                               | 5.4 (41.7)                                                | 11.9 (53.4)                                               | 17.6 (63.7)                                               | 22.0 (71.6)                                               | 24.7 (76.5)                                               | 25.0 (77.0)                                               | 19.8 (67.6)                                               | 13.0 (55.4)                                               | 5.8 (42.4)                                                | −1.2 (29.8)                                               | 11.7 (53.1)                                               |
| 일평균 최저 기온 °C (°F)                                  | −8.5 (16.7)                                               | −6.1 (21.0)                                               | −0.9 (30.4)                                               | 5.0 (41.0)                                                | 11.2 (52.2)                                               | 16.7 (62.1)                                               | 20.9 (69.6)                                               | 21.1 (70.0)                                               | 15.0 (59.0)                                               | 7.0 (44.6)                                                | 0.2 (32.4)                                                | −6.3 (20.7)                                               | 6.3 (43.3)                                                |
| 역대 최저 기온 °C (°F)                                    | −26.5 (−15.7)                                             | −22.8 (−9.0)                                              | −12.1 (10.2)                                              | −4.9 (23.2)                                               | 2.0 (35.6)                                                | 6.5 (43.7)                                                | 12.9 (55.2)                                               | 12.1 (53.8)                                               | 2.9 (37.2)                                                | −5.0 (23.0)                                               | −15.6 (3.9)                                               | −25.7 (−14.3)                                             | −26.5 (−15.7)                                             |
| 평균 강수량 mm (인치)                                     | 19.2 (0.76)                                               | 29.6 (1.17)                                               | 42.9 (1.69)                                               | 78.5 (3.09)                                               | 93.2 (3.67)                                               | 128.2 (5.05)                                              | 364.3 (14.34)                                             | 288.0 (11.34)                                             | 153.1 (6.03)                                              | 50.9 (2.00)                                               | 45.1 (1.78)                                               | 22.9 (0.90)                                               | 1,315.9 (51.81)                                           |
| 평균 강수일수 (≥ 0.1 mm)                                  | 5.7                                                       | 5.5                                                       | 6.8                                                       | 7.5                                                       | 7.9                                                       | 9.1                                                       | 15.3                                                      | 13.3                                                      | 8.8                                                       | 5.5                                                       | 8.2                                                       | 7.4                                                       | 101.0                                                     |
| 평균 상대 습도 (%)                                        | 63.3                                                      | 59.4                                                      | 56.8                                                      | 55.2                                                      | 60.8                                                      | 66.7                                                      | 77.1                                                      | 76.8                                                      | 74.3                                                      | 70.8                                                      | 67.9                                                      | 66.3                                                      | 66.3                                                      |
| 평균 월간 일조시간                                        | 170.8                                                     | 174.3                                                     | 202.4                                                     | 214.9                                                     | 232.0                                                     | 203.3                                                     | 150.0                                                     | 170.4                                                     | 173.7                                                     | 189.9                                                     | 153.2                                                     | 161.3                                                     | 2,196.2                                                   |
| 출처: 기상청 (평년값: 1991년~2020년, 극값: 1972년~현재)   |                                                           |                                                           |                                                           |                                                           |                                                           |                                                           |                                                           |                                                           |                                                           |                                                           |                                                           |                                                           |                                                           |

## 인구
이천의 인구는 2022년 9월 현재 232,782명이며, 세대수 104,066가구, 인구 밀도는 480명/km2이다. 0~14세 인구는 19.4%, 65세 이상 인구는 9.9%이다. 생산연령층인 15~64세 인구는 70.7%로 전국평균 72.8%보다 비율이 낮고, 유소년인구부양비는 27.5%로 전국 평균인 22.8%보다 높고, 노년인구부양비는 13.9%로 전국 평균인 14.5%보다 낮다. 여자 인구 100명당 남자 인구를 나타내는 성비는 103.3으로 남자가 다소 많다.
이천시의 연도별 인구(내국인) 추이
| 연도   | 총인구    |  |
| ------ | --------- |  |
| 1966년 | 119,115명 |  |
| 1970년 | 106,426명 |  |
| 1975년 | 113,610명 |  |
| 1980년 | 109,049명 |  |
| 1985년 | 124,869명 |  |
| 1990년 | 148,662명 |  |
| 1995년 | 155,093명 |  |
| 2000년 | 179,081명 |  |
| 2005년 | 187,514명 |  |
| 2010년 | 192,918명 |  |
| 2015년 | 209,003명 |  |

## 행정 구역
이천시의 행정 구역은 2읍, 8면, 4행정동으로 이루어져 있다. 이천시의 면적은 경기도의 4.5%에 해당하는 461.3km2이다. 2014년 2월말 기준으로 인구는 80,016세대, 210,331명이며, 인구밀도는 453명/km2이다. 전체 인구 중 43%인 90,152명이 시내 동 지구에 거주한다.
| 이름     | 한자     | 인구 (명) | 면적 (km2) | 행정 지도 |
| -------- | -------- | --------- | ---------- | --------- |
| 부발읍   | 夫鉢邑   | 39,195    | 41.88      |           |
| 장호원읍 | 長湖院邑 | 16,403    | 60.35      |           |
| 대월면   | 大月面   | 14,298    | 31.44      |           |
| 마장면   | 麻長面   | 8,253     | 51.36      |           |
| 백사면   | 栢沙面   | 10,794    | 32.55      |           |
| 신둔면   | 新屯面   | 11,345    | 36.46      |           |
| 설성면   | 雪星面   | 5,491     | 51.66      |           |
| 호법면   | 戶法面   | 6,021     | 37.93      |           |
| 모가면   | 慕加面   | 5,174     | 40.99      |           |
| 율면     | 栗面     | 3,205     | 36.77      |           |
| 관고동   | 官庫洞   | 10,791    | 7.756      |           |
| 중리동   | 中里洞   | 15,197    | 22.09      |           |
| 증포동   | 增浦洞   | 49,367    | 9.96       |           |
| 창전동   | 倉前洞   | 19,818    | 1.13       |           |

## 문화재

### 국가 지정 문화재
- 반룡송(蟠龍松)
- 어재연장군생가(魚在淵將軍生家)

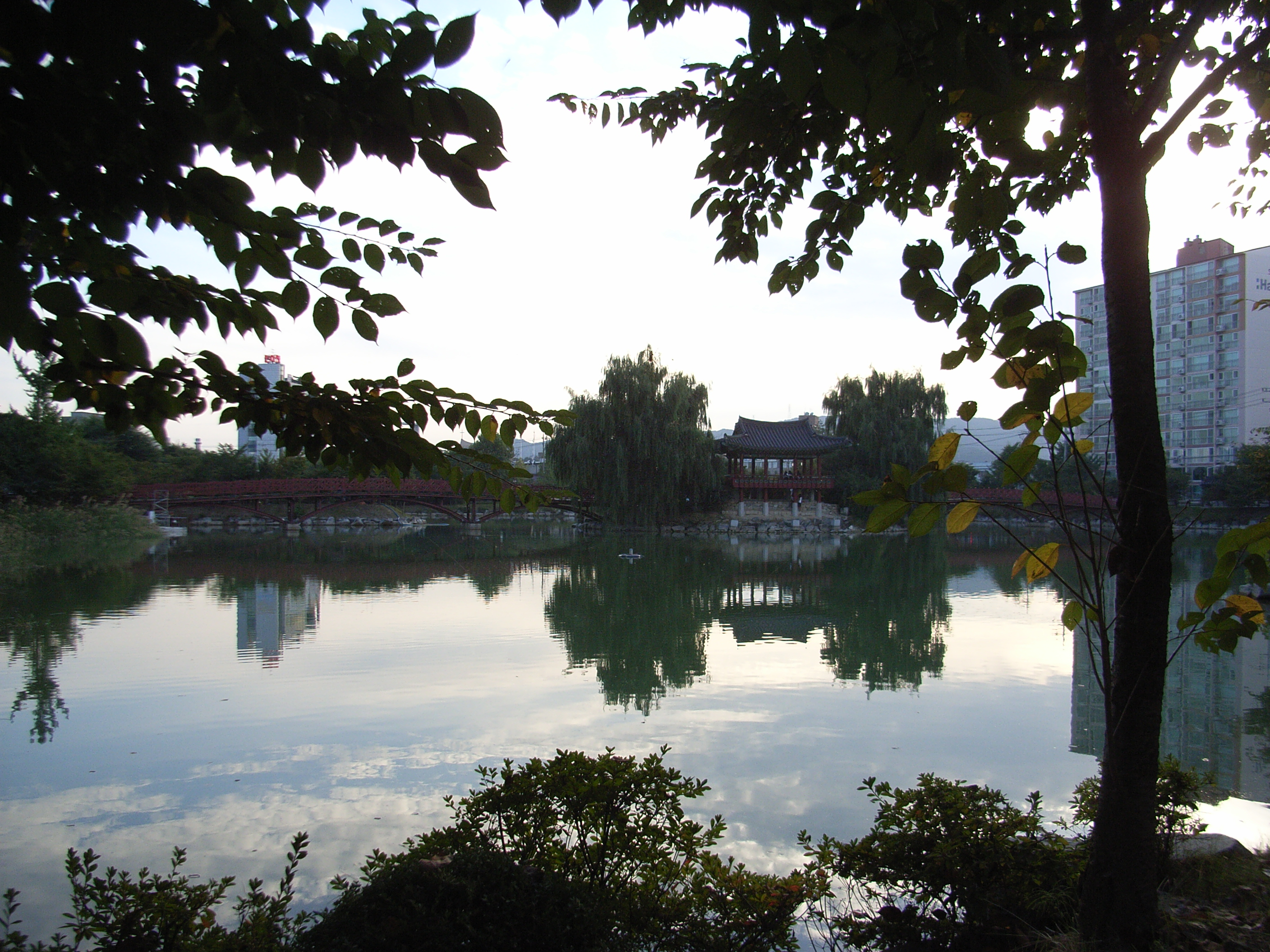
시 지정 문화재 안흥지 애련정

- 영월암 마애여래입상(映月庵 磨崖如來立像)
- 이천 설봉산성(利川 雪峰山城)
- 이천백송(利川白松)
- 장암리 마애보살반가상(利川 長岩里 磨崖菩薩半跏像)
- 청자 양각연판문 접시(靑磁 陽刻蓮瓣文)

### 도 지정 문화재
- 김좌근 고택(金左根 古宅)
- 벼루장(硯匠) 신근식(무형문화재)
- 사기장(沙器匠,백자) 서광수(무형문화재)
- 설성산성(雪城山城)
- 소고리 마애여래좌상(所古里磨崖如來坐像)
- 이천거북놀이(무형문화재)
- 이천어석리석불입상(利川於石里石佛立像)
- 이천자석리석불입상(利川自石里石佛立像)
- 이천중리3층석탑(利川中里三層石塔)
- 이천향교(利川鄕校)
- 이평리석불입상(泥坪里石佛立像)
- 풍고김조순묘역(楓皐金祖淳墓域)
- 화각장(華角匠) 한춘섭(무형문화재)

### 시 지정 문화재
- 갈산동석불입상(葛山洞石佛立像)
- 관고동 입상석불(官庫洞石佛立像)
- 관고동5층석탑(官庫洞五層石塔)
- 권균묘역(權鈞墓域)
- 김해묘역
- 대포동석조여래입상(大浦洞石造如來立像)
- 도립리 육괴정(道立里六槐亭)
- 동산리 마애여래상
- 서신일묘역(徐神逸墓域)
- 선읍리입상석불(善邑里立像石佛)
- 설봉서원(雪峯書院)
- 설봉서원절목
- 소고리 마애삼존석불(所古里 磨崖三尊石佛)
- 애련정(愛蓮亭)
- 영원사석조약사여래좌상(靈源寺石造藥師如來坐像)
- 영월암석조광배 및 연화좌대(映月庵石造光背-蓮華座臺)
- 이점 신도비(李岾 神道碑)
- 지석리지석묘(支石里支石墓)

## 문화·관광

### 축제
- 이천도자기축제

설봉문화제의 일환으로 시작한 도자기 축제는 1994년 제 8회까지는 이천문화원의 주관으로 치러진 행사로서 부족한 예산으로 인한 행사준비의 어려움과 도예인들의 저조한 참여로 인해 소규모 지역축제 수준을 벗어나지 못했다. 이후 이천시는 도예산업을 지역특화산업으로 중점 육성하고자, 1995년 제 9회 축제부터는 국내는 물론 외국인 관광객 유치를 위한 국제 규모의 관광축제와 관광 수입 증대 등을 도모하기 위해 문화체육부 시범축제로 《이천도자기축제》를 지원하여 줄 것을 건의하게 된다. 이후 경기도가 개최한 《2001년 세계도자기축제》를 계기로 이천의 도자산업은 또 한 번의 새로운 전환기를 맞게 되었다. 2016년 30주년 기념"즐겁고 신나는 도자기 축제".

### 특산품
- 이천 쌀, 햇사레복숭아가 있다.

## 교육 기관
- 사립전문대학

|  | - 청강문화산업대학교 | - 한국관광대학교 |

- 대학원대학교

|  | - 성서침례대학원대학교 |

- 고등학교

|  | - 다산고등학교 - 마장고등학교 - 부원고등학교 | - 율면고등학교 - 이천세무고등학교 - 이천고등학교 | - 이천양정여자고등학교 - 이천제일고등학교 - 이현고등학교 | - 장호원고등학교 - 한국도예고등학교 - 효양고등학교 |

- 중학교

|  | - 대월중학교 - 마장중학교 - 모가중학교 | - 백사중학교 - 부발중학교 - 설봉중학교 | - 율면중학교 - 이천경남중학교 - 이천사동중학교 | - 이천송정중학교 - 이천양정여자중학교 - 이천중학교 | - 장호원중학교 - 증포중학교 - 효양중학교 |

## 스포츠
- 베어스 파크 - 프로야구 KBO 퓨처스리그 두산 베어스 2군 홈구장
- LG챔피언스파크 - 프로야구 KBO 퓨처스리그 LG 트윈스 2군 홈구장
- 대한장애인체육회 이천훈련원 - 장애인국가대표 훈련원
- 건국대학교 스포츠과학타운

## 조직안내
시장
부시장
- 비서실
- 미래전략담당관
- 기획예산담당관
- 감사법무담당관
- 홍보관광담당관

자치행정국
- 자치행정과
- 세정과
- 징수과
- 회계과
- 교육청소년과
- 정보통신과

종합민원국
- 민원봉사과
- 종합허가과
- 토지정보과
- 주택과

## 교통

### 철도
- 경강선 (● 수도권 전철 경강선)
  - (광주시) ← 신둔도예촌역 - 이천역 - 부발역 → (여주시)

- 중부내륙선
  - 부발역 → (여주시) → 감곡장호원역 → (충청북도 음성군)

### 버스
- 시내버스 : 이천시의 시내버스
- 시외버스 : 이천종합버스터미널

### 도로
고속도로
- 중부고속도로
- 제2중부고속도로
- 영동고속도로
- 광주원주고속도로
- 수도권제2순환고속도로

국도
- 국도 제3호선, 국도 제21호선, 국도 제37호선, 국도 제38호선, 국도 제42호선

지방도
- 국가지원지방도 : 국가지원지방도 제70호선, 국가지원지방도 제82호선, 국가지원지방도 제84호선, 국가지원지방도 제98호선
- 지방도 : 지방도 제306호선, 지방도 제318호선, 지방도 제325호선, 지방도 제329호선, 지방도 제333호선, 지방도 제337호선

## 군사
대한민국 육군의 공병 부대 중 하나인 청룡대대가 이천시에 있다.
그리고 3901부대와 예하대대 서희대대도 부발읍에 위치하고 있고, 백사면 근처 천덕봉에 곧 예비군 훈련대가 창설되고 있다.
또한, 육군본부 직속 부대인 항공작전사령부가 대포동에 소재하고 있다.

## 자매 도시
- 대한민국 대구광역시 달성군 (결연일: 2004년 11월 30일)
- 대한민국 경상북도 안동시
- 대한민국 서울특별시 성북구
- 대한민국 서울특별시 강남구
- 대한민국 서울특별시 강동구
- 대한민국 강원특별자치도 태백시
- 아르헨티나 마르델플라타
- 대한민국 광주광역시 광산구

## 같이 보기
- 대한민국의 지리
- 대한민국의 설치순 도시 목록